# 明遍
明遍（みょうへん、康治元年（1142年）- 貞応3年6月16日（1224年7月4日））は、平安時代後期から鎌倉時代前期にかけての僧。父は藤原通憲（信西）。号は空阿弥陀仏（「法性寺の空阿弥陀仏」とは別人。）。東大寺で三論宗義を学び、後に遁世僧となり、高野山に入り蓮華三昧院をひらく。法然に帰依し浄土教に入ったともいう。

## 略歴
平治元年（1159年）、18歳の時平治の乱にあい、父は斬首され、自身も越後国に配流となる。赦免された後東大寺で三論宗を学んだ。50歳を過ぎてから遁世して高野山に入山し、蓮花三昧院を開創した。法然門下となり専修念仏に帰依した時期については不明である。著作として「往生論五念門略作法」などがあるが現在は残されていない。